# Old School Renaissance
Pour les articles homonymes, voir Old school.
Old-school renaissance, ou old school revival, parfois old school rules, et même old school retroclones, généralement connu sous le terme de OSR, désigne les jeux de rôle sur table cherchant à reproduire, de manière la plus fidèle possible et dans la limite de ce qui est autorisé par la loi, les principes et règles de jeux de rôles plus anciens.

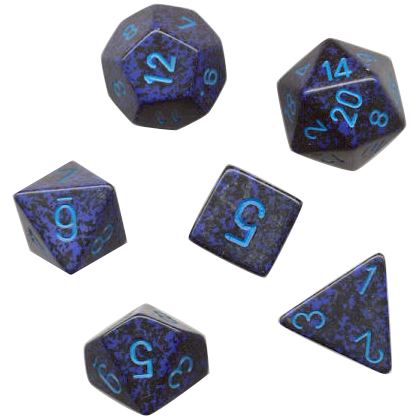
différents types de dés, souvent présents dans les OSR

En raison de sa popularité, et de la souplesse autorisée par sa licence ludique libre, ce sont les différentes versions de Donjons et Dragons qui ont été les plus copiées. Celles-ci sont généralement désignées sous le terme spécifique de rétroclones : OSRIC est un rétroclone de AD&D1, Labyrinth Lord un rétroclone de Donjons et Dragons versions Basic et Expert, Dark Dungeons un rétroclone de la Rules Cyclopedia et de son supplément Wrath of the Immortals, Swords & Wizardry un rétroclone de la toute première version du jeu, etc.

## Histoire
L'OSR a été initialement rendue possible par la création de la licence ludique libre (mieux connue sous le nom de OGL 1.0a) et l'émergence de droits d'auteurs plus souples qui l'autorisaient. Castles & Crusades (2004), et OSRIC — Old School Resource and Index Compilation — (2006),,, sont considérés comme les premiers jeux OSR.  D'autres jeux considérés comme catégorisés OSR sont par exemple Monsters and Magic, Lamentations of the Flame Princess (2009) et parfois Dungeon World (2012).
L'inventeur du terme de rétroclone (du moins, de son application aux jeux de rôles) est Daniel Proctor, le créateur de Labyrinth Lord. Outre les rétroclones, il distingue également les quasi-clones (near-clones) pour lesquels les auteurs ne recherchent pas forcément à reproduire fidèlement les jeux anciens, mais simplement à en reprendre certains principes, quitte à les mélanger avec d'autres règles. Par exemple, Basic Fantasy est un mélange de concepts en provenance de plusieurs éditions anciennes de Donjons et Dragons. Autre exemple, Castles & Crusades propose des règles compatibles avec AD&D1 tout en recyclant certains principes du d20 system et des règles originales.
Daniel Proctor propose également l'appellation de néo-rétro pour les jeux modernes mais cherchant à retrouver l'exubérance et la simplicité des premiers temps du jeu de rôle. Dans cette catégorie, on retrouve par exemple des canulars comme Encounter Critical ou Mazes & Minotaurs, des jeux des rôles des années 2000 présentés comme issus des années 1970.
Le 21 août 2016, selon ENWorld Hot Games, l'OSR était présent dans 5,41 % des discussions sur D&D sur l'Internet indépendant.

## Jeux
Rétroclones
- Chris Gonnerman et al., Basic Fantasy, autoédition, 2007, 152 p.
- Michael Thomas, Blueholme : Prentice Rules, Dreamscape Design, 2013, 60 p.
- Davis Chenault et Mac Golden, Castles & Crusades : Players Handbook, Troll Lord Games, 2004, 128 p. (ISBN 1-931275-60-2)
- Blacky the Blackball, Dark Dungeons, autoédition, 2010, 344 p.
- Simon J. Bull, Delving Deeper : The Adventurer's Handbook, Brave Halfing Publishing, 2012, 42 p.
- Justen Brown, For Gold & Glory, autoédition, 384 p.
- Leonaru, Full Metal Plate Mail, autoédition (Lulu), 2014, 100 p.
- Daniel Proctor, Labyrinth Lord, Goblinoid Games, 2007, 138 p.
- Mazes & Perils, Moebius Adventures/Gallant Knight Games, 2016, 76 p. (ISBN 978-0-9670552-2-0)
- Matthew Finch, Stuart Marshall (éditeur) et al., OSRIC, 2006, 412 p.
- Marv Breig, Matthew Finch et al., Swords & Wizardry : Core Rules, Mythmere Games, 2008, 144 p.

Autres
- Beyond the Wall and Other Adventures, Flatland Games, 2015, 153 p. (présentation en ligne)[8]
- David Black, The Black Hack, Gold Piece Publications, 2016, 16 p. (règles en ligne, dans 8 langages dont le français)
- James George et Robyn George, Diceless Dungeons : Rules for Old-School Excursions into the Dark, Olde House Rules, 2017 Traduit en français par John Grümph et publié chez Chibi (2017, 36 p.).
- Joseph Goodman et al., Dungeon Crawl Classics, Goodman Games, 2010, 484 p. DCC RPG.
- Nicolas Dessaux, Épées et sorcellerie, Brave Halfing Publishing, 2009, 60 p.
- Hankerin Ferinale, Index Card RPG, Runehammer Games, 2017, 48 p. ICRPG.
- Chris McDowall, Into the Odd, Lost Pages, 2014, 48 p. (ISBN 978-1-5061-9658-9)
- James Edward Raggi IV, Lamentations of the Flame Princess, Lamentations of the Flame Princess, 2010, 200 p. (ISBN 978-952-5904-00-0) Publié en français par Black Book Éditions (à paraître en 2018).
- Sarah Newton, Monsters & Magic Fantasy Roleplaying Game, Modiphius Entertainment, 2013, 140 p.
- James George et Robyn George, Pits & Perils : Rules for 1:1 Scale Role-Playing Games in a World of Medieval Fantasy, Olde House Rules, 2013 Traduit en français par John Grümph et publié chez Chibi (2017, 190 p.).
- Robert J. Schwalb, Shadow of the Demon Lord, Schwalb Entertainment, 2015, 276 p. (ISBN 978-1-4951-6886-4)